# Neotanypeza rutila
Neotanypeza rutila är en tvåvingeart som först beskrevs av Wulp 1897.  Neotanypeza rutila ingår i släktet Neotanypeza och familjen långbensflugor. Inga underarter finns listade i Catalogue of Life.